# Anton I. (Oldenburg)

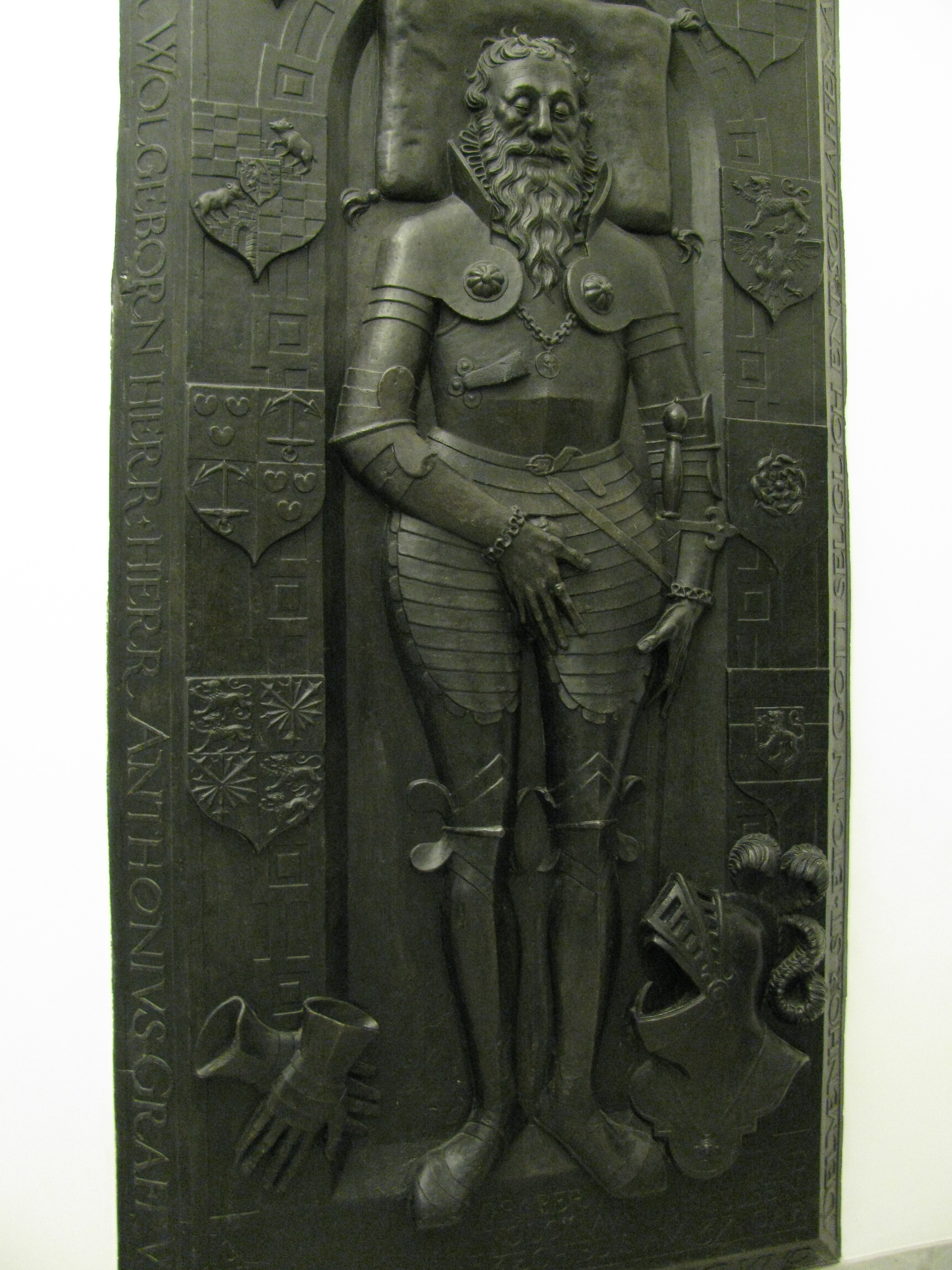
Graf Anton I. von Oldenburg (1505–1573), Grabplatte der Kirche St. Lamberti in Oldenburg

Graf Anton I. von Oldenburg und Delmenhorst (* 1505; † 22. Januar 1573 in Oldenburg) aus dem Haus Oldenburg war Landesherr und Reichsgraf von Oldenburg und Delmenhorst innerhalb des Heiligen Römischen Reichs Deutscher Nation. Seine Eltern waren Graf Johann V. von Oldenburg (* 1460; † 1526) und Anna von Anhalt-Zerbst.

## Leben

### Übernahme der Macht in Oldenburg
Anton I. wurde als jüngster Sohn Graf Johanns V. geboren. Nach dem Tode des Vaters stand er zunächst im Schatten der älteren Brüder, zumal Johanns VI. (1501–1546), und der bis 1526 mitregierenden Mutter. Als er gemeinsam mit seinem Bruder Christoph (1504–1566), der als dritter Sohn Geistlicher geworden war, und wohl von ihm motiviert, ohne Wissen Johanns VI. und des letzten Bruders, Georg, eine Politik der oldenburgischen Annäherung an die Grafschaft Ostfriesland betrieb, konnte er eigenes politisches Profil gewinnen. Anton I. überbrückte so den überkommenen oldenburgisch-ostfriesischen Gegensatz wegen der friesischen Wesermarsch zugunsten Oldenburgs und wegen der beiderseitigen Ansprüche auf Jever zugunsten Ostfrieslands. Johann VI. verhielt sich in dieser Sache zögerlich und hielt auch – in Abhängigkeit von der Mutter – am Katholizismus fest, während Anton I. und Christoph, wiederum auf dessen Initiative hin, die Reformation in Oldenburg begünstigten. Anfang Mai 1529 gelang es beiden, Johann VI. ganz aus der Landesherrschaft zu verdrängen. Anton I. wurde Graf von Oldenburg und brachte mit dem Vertrag von Utrecht am 26. Oktober 1529 die Einigung mit Ostfriesland zum Abschluss, auch dank der vermittelnden Hilfe des aus seinem Land vertriebenen Königs Christian II. von Dänemark und Floris van Egmond. Um die Einigung zu stützen, wurde Anna, die Schwester der Oldenburger Grafen, 1530 mit Graf Enno II. von Ostfriesland verheiratet. Die ebenfalls vereinbarte Ehe Antons mit Anna, der Schwester des ostfriesischen Grafen, kam allerdings wegen Krankheit und raschem Tod der Ostfriesin nicht zustande. 1531 wurde Anton auch offiziell von Karl V. mit der Grafschaft Oldenburg-Delmenhorst belehnt. Nach dem Tod seines Bruders Christoph 1566 wurde er alleiniger Graf von Oldenburg und Delmenhorst.

### Außenpolitik
Neben der Einigung mit Friesland, bemühte sich Anton auch bei dem Katholiken Heinrich dem Jüngeren von Braunschweig-Wolfenbüttel, der für Stadland und einen Teil Butjadingens Lehnsherr der Oldenburger Grafen war, um Unterstützung. Hierbei löste er sich zunehmend auch vom Einfluss seines Bruders Christophs. An der engen Verbindung zu Heinrich dem Jüngeren hielt Anton lange Zeit fest und bot ihm gar in Ovelgönne ersten Unterschlupf, als der Schmalkaldische Bund den Welfen 1542 aus seiner Herrschaft vertrieb. Erst als sich die Schmalkaldener auf Dauer in Wolfenbüttel einzurichten schienen und eine Annäherung politisch geboten erschien, ging Anton auf Distanz zu ihm. Als dann im Schmalkaldischen Krieg kaiserliche Truppen von Februar bis Mai 1547 das protestantische Bremen belagerten, wo Antons Bruder Christoph seit seiner Kindheit Domherr war, verbündete sich Anton mit den protestantischen Kommandeuren und sicherte ihnen Unterstützung mit Soldaten, Geschützen und Proviant zu. Als Gegenleistung gewann er damit ihre Zustimmung für seinen Überfall auf Delmenhorst, das unter Kontrolle des katholischen Bistums von Münster stand. Der Verlust Delmenhorsts an das Bistum Münster war seit 1482 eine offene Wunde für die Oldenburger Grafen geblieben und die – politische oder militärische – Rückeroberung der Stadt eines ihrer zentralen außenpolitischen Ziele. Bereits 1538 hatte sich Anton zwar eher unwillig in die von Christoph wegen Delmenhorst vom Zaun gebrochene, blutige, aber in der Sache ergebnislose Münstersche Fehde hineinziehen lassen. 1547 bot sich dann eine Gelegenheit, die Anton nutzte und bei der von protestantischer Seite gebotenen Rückendeckung Delmenhorst durch einen nächtlichen Überfall am 3. April für Oldenburg zurückgewinnen konnte. Mit der Herrschaft Delmenhorst zog er auch einen Teil Stedingens unter die oldenburgische Herrschaft, der rechtlich eigentlich dem Erzstift Bremen zugestanden hätte.

### Verhältnis zur Kirche
Anton bezog die Leitlinien seiner Politik aus den pragmatischen Bedürfnissen zur Herrschaftsbehauptung, Autoritätssteigerung und Besitzvermehrung. Dies kennzeichnete auch sein Verhältnis zur Reformation, die Oldenburg über einige Pastoren, darunter auch Schüler Luthers, etwa 1525 erreichte. Als religiöse Bewegung war die Reformation Anton eher gleichgültig. Allerdings unterstützte er sie, da sie ihm die Möglichkeiten materieller Bereicherung bot, die er Zug um Zug nutzte, nämlich durch Säkularisation von Klosterbesitz, durch Minderung und teilweise durch Einziehung von Pfarrpfründen, insbesondere von Vikariaten und vielerorts auch, auffällig vor allem in der Wesermarsch, durch Zugriff auf Kirchenkleinodien sowie auf Vasa Sacra der Pfarrkirchen. Wegen der eingezogenen Johanniter-Güter kam es zu einem langjährigen Prozess, den er schließlich gewann. Eine Ausnahme der Säkularisationen unter Anton bildete das Kloster Rastede, das er seinem Bruder Christoph überließ. Die eingezogenen Kirchengüter nutzte er unter anderem auch für die Aufrüstung des Landes durch Ausbau der Festungsanlagen. In der kirchlichen Personalpolitik blieb er zurückhaltend und duldete auch altgläubig verharrende Geistliche. Auch zeigte er keinerlei Eifer, kirchliches Leben und Gottesdienste durch eine eigene Oldenburgische Kirchenordnung zu regeln. Sie wurde erst nach seinem Tode 1573 in Oldenburg eingeführt und damit viel später als in anderen protestantischen Territorien. Anton vermied in seiner Außenpolitik religiös motivierte Parteinahmen. Verantwortungsbewusstsein für das Seelenheil seiner Untertanen als Landesherr ließ er nicht erkennen.

### Innenpolitik
Die Eroberung von Delmenhorst von 1547 diente Anton für die dynastischen Selbstbestätigung des Grafenhauses und mehrte seine Einkünfte, deren Steigerung eines seiner primären Herrschaftsziele war. Seine besondere Aufmerksamkeit galt hierbei dem fruchtbaren Marschland, das er zur Basis von Viehzucht und einträglichem Ochsenhandel ausbaute. Den Zugriff auf dieses Gebiet hatte er aus der Herrschaftsexpansion seines Vaters nach Stadland und Butjadingen erhalten. So konzentrierte er die von Johann V. begonnenen Eindeichungen auf diese Gebiete und bestimmte, im Gegensatz zu seinem Vater, annähernd die Hälfte des Neulandes unmittelbar zu gräflichen Vorwerken und wurde damit deren direkter Grundbesitzer. Ebenso war er auf die Vermehrung abgabepflichtiger Bauernstellen bedacht und mischte sich in die bäuerlichen Eigentumsverhältnisse der friesischen Wesermarsch ein. Er versuchte zum Beispiel mit rechtlichen Mitteln wie durch Druck, Bauernland an sich zu bringen und freie Eigentümer zu Pächtern nach Meierrecht herabzudrücken. In Butjadingen nötigte er freien Bauern Dienste und Abgaben ab, ohne ihre rechtliche Stellung zu beachten. Damit verfolgte er, wie schon sein Vater vor ihm, eine Politik der Beschränkung der alten Friesische Freiheit durch seine landesherrliche Autorität. Seit 1567 versuchten die Butjadinger Bauern sich mit Rechtsmitteln zu wehren und erlangten auch – 1568 und 1571 – durch ihren Oberlehnsherrn Heinrich dem Jüngeren von Braunschweig-Wolfenbüttel vermittelte Vergleiche, die aber keine grundsätzliche Veränderung in Antons Verhalten brachten. Erst durch seinen Tod entspannte die Situation in Butjadingen. Antons Herrschaft wurde durch gewinnorientierte Eigensucht, Härte und unduldsame Rechthaberei geprägt, die allerdings der allgemeineren Zeittendenz zum Ausbau landesherrlicher Autorität durchaus entsprach und in ihrer Realisierung Oldenburg zugutekam. Mit seinem rigorosen Führungsstil regierte Anton die vergleichsweise kleine Grafschaft gewissermaßen noch im grundherrlichen Stil. Allerdings konnte er dadurch ihre Entwicklung zu einem Staatswesen mit territorial geschlossenem Staatsgebiet und Ansätzen einer zentralen Landesverwaltung vorantreiben. Weiterhin gelang es ihm, regionale Sonderrechte zu reduzieren und durch Aufnahme römisch-rechtlicher Bezüge die Gerichtsbarkeit zu reformieren. Stände und Kirchen hielt er unter enger Kontrolle. Die kleine Ritterschaft, der Oldenburger Stadtrat, die Stiftsherren von St. Lamberti in Oldenburg und sonstige Landesrepräsentanten dienten Anton zwar für die Legitimierung des Herrschaftswechsels von 1529, konnten sich aber ansonsten nicht als dauerhaftes ständisches Gegengewicht zur Landesherrschaft etablieren. Dem oldenburgischen Adel – soweit er zu Antons Zeit überhaupt noch existierte – war Anton ökonomisch zu hoch überlegen, um auf seine Steuerbewilligungen angewiesen zu sein, und auch den Städten Oldenburg und erst recht, seit 1547, dem kleinen Delmenhorst fehlte die Kraft zu politischen Eigenständigkeiten. Antons Art zu herrschen lebte aus seinem Machtegoismus, befestigte aber darüber die grundsätzliche Stabilität von Landesherrschaft in Oldenburg.

## Nachkommen
Der vorzeitige Tod der ostfriesischen Grafentochter und -schwester Anna hob die oldenburgisch-ostfriesische Heiratsabrede von 1529 auf, die im Rahmen des Ausgleichs zwischen beiden Grafschaften vereinbart worden war. Am 1. Januar 1537 konnte Anton daher in Oldenburg Herzogin Sophie von Sachsen-Lauenburg († 7. Oktober 1571 in Oevelgönne) heiraten, eine Tochter von Herzog Magnus I. von Sachsen-Lauenburg-Ratzeburg und Katharina von Braunschweig-Wolfenbüttel. Sie hatten folgende Kinder:
- Katharina (* 8. August 1538; † 1. Februar 1620)

⚭ 1561 Graf Albrecht II. von Hoya (* 1526; † 18. März 1563)
- Anna (* 3. April 1539; † 25. August 1579)

⚭ 16. Februar 1566 Graf Johann Günther I. von Schwarzburg-Sondershausen (* 20. Dezember 1532; † 28. Oktober 1586)
- Johann VII. (* 9. September 1540; † 12. November 1603)

⚭ 1576 Elisabeth von Schwarzburg-Blankenburg (* 13. April 1541; † 26. Dezember 1612)
- Christian (* 7. November 1544; † 6. August 1570)
- Klara (* 1. November 1547; † 30. Mai 1598)
- Anton II. (* 8. September 1550; † 25. Oktober 1619)

⚭ 1600 Sibylle Elisabeth von Braunschweig-Dannenberg (* 4. Juni 1576; † 9. Juli 1630)
Nach seinem Tod folgte ihm sein Sohn Johann VII. als Graf von Oldenburg.